# William Hales Hingston

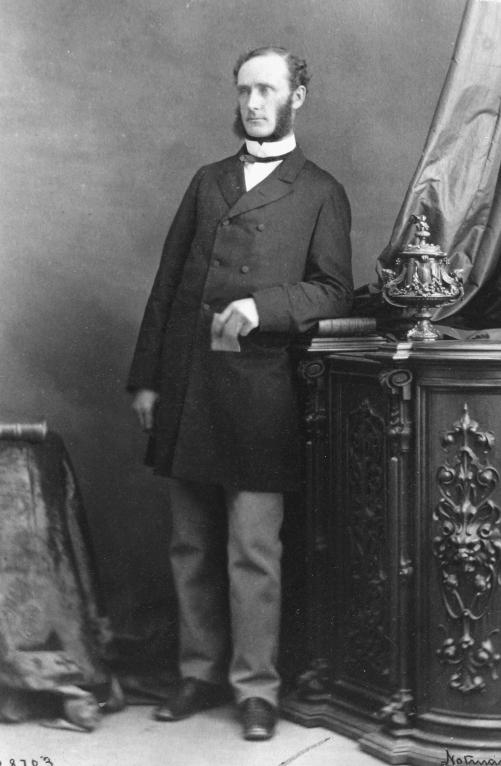
William Hales Hingston (1867)

Sir William Hales Hingston, KCB (* 29. Juni 1829 in Hinchinbrooke, Niederkanada; † 19. Februar 1907 in Montreal) war ein kanadischer Politiker, Arzt und Bankier. Von 1875 bis 1877 war er Bürgermeister der Stadt Montreal, ab 1896 Mitglied des Senats.

## Biografie
Hingston erhielt seine höhere Schulbildung am Petit Séminaire de Montréal. Ab 1844 arbeitete er in einer Apotheke, entschloss sich dann aber im Jahr 1848 zu einem Medizinstudium an der McGill University. Er graduierte 1851 und setzte sein Studium in Edinburgh am Royal College of Surgeons fort. Nach einem längeren Aufenthalt in Europa kehrte er 1854 nach Montreal zurück und eröffnete dort eine Arztpraxis. Daneben lehrte er Chirurgie am Hôtel-Dieu de Montréal. Als erster Chirurg Kanadas und als einer der ersten weltweit entfernte er 1863 eine von Krebs befallene Niere. 1872 führte er als erster nordamerikanischer Arzt die Ektomie einer Zunge und eines Unterkiefers durch.
1871 verließ Hingston vorübergehend das Hôtel-Dieu, um die medizinische Fakultät des Bishop’s College zu gründen; dort war er ein Jahr lang dessen Dekan. Ab 1875 lehrte er an der Montrealer École de médecine et de chirurgie. Er war ab 1887 deren Dekan und blieb dies auch, als die Schule 1891 mit der medizinischen Fakultät der Université de Laval fusionierte. 1882 wurde er zusätzlich zum Chefchirurgen des Hôtel-Dieu ernannt. Hingston war Mitbegründer mehrerer medizinischer Interessenverbände. Neben seiner beruflichen Haupttätigkeit war er ab 1875 Direktor und ab 1895 Präsident der Sparkasse Banque d'Épargne de la Cité et du District, ebenso Präsident der städtischen Straßenbahngesellschaft.
Hingston amtierte von 1875 bis 1877 als Bürgermeister von Montreal. Während dieser Zeit widmete er sich insbesondere der grundlegenden Reform des städtischen Gesundheitswesens. Aufgrund seiner zahlreichen medizinischen Verdienste wurde er 1895 von Königin Victoria zum Ritter geschlagen. Der kanadische Premierminister Mackenzie Bowell ernannte Hingston 1896 zum Senator; bis zu seinem Tod gehörte er im Parlament der konservativen Fraktion an. Im Jahr 1870 wurde Hingston zum Mitglied der Leopoldina gewählt. Er war Präsident der British Association for the Advancement of Science, Ehrenpräsident der British Medical Association und im Jahr 1906 Ehrenpräsident des internationalen Chirurgenkongresses in Paris.